# Мельничний (Бузулуцький район)
Ме́льничний (рос. Мельничный) — селище у складі Бузулуцького району Оренбурзької області, Росія.

## Населення
Населення — 37 осіб (2010; 54 у 2002).
Національний склад (станом на 2002 рік):
- росіяни — 76 %